# رانیرستات
رانیرستات (به انگلیسی: Ranirestat) یک ترکیب شیمیایی است. و جرم مولی آن ۴۲۰٫۱۸۹ می‌باشد.